# Llista de topònims de Vilanova de l'Aguda
Llista de topònims (noms propis de lloc) del municipi de Vilanova de l'Aguda, a la Noguera
Informació actualitzada per un bot. Els canvis manuals es perdran quan s'actualitzi!

## cabana
| imatge | Nom                   | Ubicat a            | instància de | Detalls | coordenades                                                                  | Protecció | Commons (més fotos) | Dades a WD                    |
| ------ | --------------------- | ------------------- | ------------ | ------- | ---------------------------------------------------------------------------- | --------- | ------------------- | ----------------------------- |
|        | Cal Cascavell         | Vilanova de l'Aguda | cabana       |         | 41° 54′ 25″ N, 1° 16′ 39″ E / 41.9070772760814°N,1.27736817630067°E 515 msnm |           |                     | Modifica les dades a Wikidata |
|        | Cal Teuler            | Vilanova de l'Aguda | cabana       |         | 41° 54′ 12″ N, 1° 16′ 16″ E / 41.9033709839564°N,1.27106614827921°E 407 msnm |           |                     | Modifica les dades a Wikidata |
|        | cabana de l'Audet     | Vilanova de l'Aguda | cabana       |         | 41° 52′ 26″ N, 1° 16′ 44″ E / 41.8737926425058°N,1.27876858493442°E 387 msnm |           |                     | Modifica les dades a Wikidata |
|        | cabana del Jaume      | Vilanova de l'Aguda | cabana       |         | 41° 54′ 05″ N, 1° 14′ 38″ E / 41.9015105642956°N,1.24402755257638°E 384 msnm |           |                     | Modifica les dades a Wikidata |
|        | cabana del Marquilles | Vilanova de l'Aguda | cabana       |         | 41° 51′ 44″ N, 1° 14′ 49″ E / 41.8623253314558°N,1.24707630159737°E 461 msnm |           |                     | Modifica les dades a Wikidata |
|        | cabana del Miravall   | Vilanova de l'Aguda | cabana       |         | 41° 49′ 38″ N, 1° 13′ 13″ E / 41.827131791806°N,1.22037753263698°E 523 msnm  |           |                     | Modifica les dades a Wikidata |
|        | cabana del Ribera     | Vilanova de l'Aguda | cabana       |         | 41° 49′ 10″ N, 1° 12′ 51″ E / 41.8193978291772°N,1.21416234001174°E 496 msnm |           |                     | Modifica les dades a Wikidata |
|        | cabana del Roig       | Vilanova de l'Aguda | cabana       |         | 41° 52′ 45″ N, 1° 15′ 53″ E / 41.8791649180718°N,1.26470508385599°E 386 msnm |           |                     | Modifica les dades a Wikidata |
|        | era del Valentí       | Guardiola           | cabana       |         | 41° 49′ 53″ N, 1° 13′ 26″ E / 41.8314924285273°N,1.22396576199097°E 487 msnm |           |                     | Modifica les dades a Wikidata |
|        | pallissa de Genola    | Vilanova de l'Aguda | cabana       |         | 41° 54′ 04″ N, 1° 14′ 24″ E / 41.9011771902247°N,1.23990166414117°E 388 msnm |           |                     | Modifica les dades a Wikidata |

## castell
| imatge | Nom                              | Ubicat a            | instància de | Detalls                                                 | coordenades                                                                                    | Protecció                                            | Commons (més fotos)              | Dades a WD                    |
| ------ | -------------------------------- | ------------------- | ------------ | ------------------------------------------------------- | ---------------------------------------------------------------------------------------------- | ---------------------------------------------------- | -------------------------------- | ----------------------------- |
|        | Castell de Ribelles              | Vilanova de l'Aguda | castell      | Estil: historicisme arquitectònic                       | 41° 53′ 01″ N, 1° 16′ 40″ E / 41.883649°N,1.277781°E 539 msnm                                  | bé d'interès cultural bé cultural d'interès nacional | Castell de Ribelles              | Modifica les dades a Wikidata |
|        | Castell de Valldàries            | Vilanova de l'Aguda | castell      | Estil: arquitectura romànica                            | 41° 56′ 16″ N, 1° 16′ 07″ E / 41.9378555556°N,1.26864166667°E ca:Serra de Sant Miquel 624 msnm | bé d'interès cultural bé cultural d'interès nacional | Castell de Valldàries            | Modifica les dades a Wikidata |
|        | castell de la Figuera de l'Aguda | Vilanova de l'Aguda | castell      | Estil: arquitectura romànica 12nd century Estat: ruïnós | 41° 53′ 48″ N, 1° 16′ 02″ E / 41.8966055556°N,1.26714444444°E 587 msnm                         | bé integrant del patrimoni cultural català           | Castell de la Figuera de l'Aguda | Modifica les dades a Wikidata |

## curs d'aigua
| imatge | Nom                  | Ubicat a                                                            | instància de | Detalls                                                  | coordenades | Protecció | Commons (més fotos) | Dades a WD                    |
| ------ | -------------------- | ------------------------------------------------------------------- | ------------ | -------------------------------------------------------- | --- | --------- | ------------------- | ----------------------------- |
|        | Barranc de Guardiola | Vilanova de l'Aguda Bassella Pinell de Solsonès                     | curs d'aigua | Desemboca: riera de Madrona Llarg: 3.03km Conca: 3.38km² | 41° 57′ 04″ N, 1° 17′ 09″ E / 41.951213°N,1.285826°E 41° 58′ 21″ N, 1° 17′ 45″ E / 41.972425°N,1.295944°E                                     |           |                     | Modifica les dades a Wikidata |
|        | Llobregós            | Segarra Anoia Noguera província de Lleida                           | curs d'aigua | Desemboca: Segre Llarg: 36.7km Conca: 609.7km²           | 41° 47′ 14″ N, 1° 34′ 13″ E / 41.78720111111111°N,1.5703588888888889°E 41° 55′ 05″ N, 1° 10′ 27″ E / 41.91796694444445°N,1.17404°E            |           | Llobregós           | Modifica les dades a Wikidata |
|        | riera de Sanaüja     | Olius Llobera Pinell de Solsonès Biosca Sanaüja Vilanova de l'Aguda | curs d'aigua | Desemboca: Llobregós Llarg: 33.7km Conca: 128.82km²      | 41° 59′ 29″ N, 1° 28′ 17″ E / 41.99145194444444°N,1.4712619444444446°E 41° 52′ 29″ N, 1° 15′ 59″ E / 41.87484194444444°N,1.2664911111111112°E |           | Riera de Sanaüja    | Modifica les dades a Wikidata |

## entitat singular de població
| imatge | Nom                 | Ubicat a            | instància de                                   | Detalls | coordenades                                                       | Protecció | Commons (més fotos)             | Dades a WD                    |
| ------ | ------------------- | ------------------- | ---------------------------------------------- | ------- | ----------------------------------------------------------------- | --------- | ------------------------------- | ----------------------------- |
|        | Guardiola           | Vilanova de l'Aguda | entitat singular de població                   | 10 hab  | 41° 49′ 50″ N, 1° 13′ 19″ E / 41.83055556°N,1.22194444°E 506 msnm |           | Guardiola (Vilanova de l'Aguda) | Modifica les dades a Wikidata |
|        | Ribelles            | Vilanova de l'Aguda | entitat singular de població                   | 57 hab  | 41° 53′ 01″ N, 1° 16′ 39″ E / 41.883588°N,1.277623°E 540 msnm     |           | Ribelles (Vilanova de l'Aguda)  | Modifica les dades a Wikidata |
|        | Vilalta             | Vilanova de l'Aguda | entitat singular de població                   | 11 hab  | 41° 51′ 02″ N, 1° 14′ 28″ E / 41.850556°N,1.241111°E 465 msnm     |           | Vilalta (Vilanova de l'Aguda)   | Modifica les dades a Wikidata |
|        | Vilanova de l'Aguda | Vilanova de l'Aguda | entitat singular de població capital municipal | 91 hab  | 41° 54′ 40″ N, 1° 15′ 09″ E / 41.911199°N,1.252474°E 403 msnm     |           |                                 | Modifica les dades a Wikidata |
|        | l'Alzina            | Vilanova de l'Aguda | entitat singular de població                   | 26 hab  | 41° 52′ 02″ N, 1° 14′ 31″ E / 41.867222°N,1.241944°E 486 msnm     |           | L'Alzina (Vilanova de l'Aguda)  | Modifica les dades a Wikidata |

## església
| imatge | Nom                                   | Ubicat a            | instància de | Detalls                                                               | coordenades                                                                         | Protecció                                  | Commons (més fotos)                   | Dades a WD                    |
| ------ | ------------------------------------- | ------------------- | ------------ | --------------------------------------------------------------------- | ----------------------------------------------------------------------------------- | ------------------------------------------ | ------------------------------------- | ----------------------------- |
|        | Mare de Déu dels Esclopets            | l'Alzina            | església     | Estil: arquitectura popular 18th century                              | 41° 52′ 38″ N, 1° 16′ 57″ E / 41.877259°N,1.282453°E 445 msnm                       | bé integrant del patrimoni cultural català | Mare de Déu dels Esclopets            | Modifica les dades a Wikidata |
|        | Sant Andreu de Vilanova de l'Aguda    | Vilanova de l'Aguda | església     | Estat: parcialment destruït                                           | 41° 54′ 38″ N, 1° 15′ 08″ E / 41.910657884617°N,1.25208424998125°E 402 msnm         |                                            | Sant Andreu de Vilanova de l'Aguda    | Modifica les dades a Wikidata |
|        | Sant Magí de Guardiola                | Guardiola           | església     | Estil: arquitectura popular 18th century                              | 41° 49′ 38″ N, 1° 13′ 12″ E / 41.827292°N,1.219916°E 522 msnm                       | bé integrant del patrimoni cultural català | Sant Magí de Guardiola                | Modifica les dades a Wikidata |
|        | Sant Martí de Guardiola               | Guardiola           | església     | Estil: arquitectura popular 17th century                              | 41° 49′ 50″ N, 1° 13′ 20″ E / 41.830658°N,1.22235°E 505 msnm                        | bé integrant del patrimoni cultural català | Sant Martí de Guardiola               | Modifica les dades a Wikidata |
|        | Sant Martí de la Figuera de l'Aguda   | Vilanova de l'Aguda | església     | Estil: arquitectura romànica 11st century Estat: parcialment destruït | 41° 53′ 45″ N, 1° 16′ 01″ E / 41.895936°N,1.266977°E ca:Figuera de l'Aguda 587 msnm | bé integrant del patrimoni cultural català | Sant Martí de la Figuera de l'Aguda   | Modifica les dades a Wikidata |
|        | Sant Miquel de Valldàries             | Vilanova de l'Aguda | església     | Estil: arquitectura romànica 11st century                             | 41° 56′ 14″ N, 1° 16′ 09″ E / 41.9371°N,1.269109°E ca:Castell de l'Aguda 606 msnm   | bé integrant del patrimoni cultural català | Sant Miquel de Valldàries             | Modifica les dades a Wikidata |
|        | Sant Salvador de Vilalta              | Vilalta             | església     | Estil: arquitectura neoclàssica 1812                                  | 41° 51′ 02″ N, 1° 14′ 29″ E / 41.85065°N,1.24128°E ca:Pl. de l'Església 465 msnm    | bé cultural d'interès nacional             | Sant Salvador de Vilalta              | Modifica les dades a Wikidata |
|        | Sant Salvador de l'Alzina de Ribelles | l'Alzina            | església     | Estil: arquitectura popular 18th century                              | 41° 52′ 01″ N, 1° 14′ 29″ E / 41.866903°N,1.241474°E 468 msnm                       | bé integrant del patrimoni cultural català | Sant Salvador de l'Alzina de Ribelles | Modifica les dades a Wikidata |
|        | Santa Maria de Ribelles               | Ribelles            | església     | Estil: arquitectura romànica arquitectura barroca 11st century        | 41° 53′ 00″ N, 1° 16′ 43″ E / 41.883431°N,1.278663°E 540 msnm                       | bé integrant del patrimoni cultural català | Santa Maria del Castell de Ribelles   | Modifica les dades a Wikidata |
|        | Santa Maria de Vilanova de l'Aguda    | Vilanova de l'Aguda | església     | Estil: arquitectura del Renaixement arquitectura popular 17th century | 41° 54′ 38″ N, 1° 15′ 07″ E / 41.910631°N,1.252073°E ca:Pl. de l'Església 396 msnm  | bé integrant del patrimoni cultural català | Santa Maria de Vilanova de l'Aguda    | Modifica les dades a Wikidata |
|        | Santa Maria de les Omedes             | Vilanova de l'Aguda | església     | Estil: arquitectura romànica 12nd century                             | 41° 55′ 18″ N, 1° 15′ 45″ E / 41.921681°N,1.262555°E 425 msnm                       | bé integrant del patrimoni cultural català | Santa Maria de les Omedes             | Modifica les dades a Wikidata |
|        | Santa Perpètua de l'Aguda             | Vilanova de l'Aguda | església     | Estil: arquitectura popular 18th century                              | 41° 55′ 49″ N, 1° 15′ 17″ E / 41.93027°N,1.25479°E 505 msnm                         | bé integrant del patrimoni cultural català | Santa Perpètua de Vilanova de l'Aguda | Modifica les dades a Wikidata |

## font
| imatge | Nom              | Ubicat a            | instància de | Detalls | coordenades                                                                  | Protecció | Commons (més fotos) | Dades a WD                    |
| ------ | ---------------- | ------------------- | ------------ | ------- | ---------------------------------------------------------------------------- | --------- | ------------------- | ----------------------------- |
|        | font Tova        | Vilanova de l'Aguda | font         |         | 41° 54′ 09″ N, 1° 14′ 48″ E / 41.902424336618°N,1.24665476367293°E 383 msnm  |           |                     | Modifica les dades a Wikidata |
|        | font de Roquers  | Vilanova de l'Aguda | font         |         | 41° 54′ 24″ N, 1° 16′ 12″ E / 41.9066226257829°N,1.26989330702681°E 455 msnm |           |                     | Modifica les dades a Wikidata |
|        | font del Porcell | Vilanova de l'Aguda | font         |         | 41° 56′ 40″ N, 1° 17′ 05″ E / 41.9444479052319°N,1.28480684821529°E 536 msnm |           |                     | Modifica les dades a Wikidata |

## granja
| imatge | Nom                            | Ubicat a            | instància de | Detalls | coordenades                                                                  | Protecció | Commons (més fotos) | Dades a WD                    |
| ------ | ------------------------------ | ------------------- | ------------ | ------- | ---------------------------------------------------------------------------- | --------- | ------------------- | ----------------------------- |
|        | Granges de Cal Camarada        | Ribelles            | granja       |         | 41° 53′ 05″ N, 1° 16′ 12″ E / 41.8848215981231°N,1.27012019221618°E 404 msnm |           |                     | Modifica les dades a Wikidata |
|        | Granges de Cal Perot           | Ribelles            | granja       |         | 41° 52′ 54″ N, 1° 16′ 28″ E / 41.8816824267596°N,1.27457969952344°E 407 msnm |           |                     | Modifica les dades a Wikidata |
|        | Granja de Cal Planes           | Ribelles            | granja       |         | 41° 52′ 52″ N, 1° 16′ 26″ E / 41.8810325468578°N,1.27388613752577°E 404 msnm |           |                     | Modifica les dades a Wikidata |
|        | Granja de Cal Quel             | Ribelles            | granja       |         | 41° 53′ 04″ N, 1° 16′ 00″ E / 41.8845002758387°N,1.26673010076447°E 404 msnm |           |                     | Modifica les dades a Wikidata |
|        | Granja de Claver               | Vilanova de l'Aguda | granja       |         | 41° 54′ 40″ N, 1° 17′ 17″ E / 41.91120182615°N,1.28818124072925°E 578 msnm   |           |                     | Modifica les dades a Wikidata |
|        | Granja de l'Hostal de Ribelles | Ribelles            | granja       |         | 41° 52′ 36″ N, 1° 16′ 59″ E / 41.8766473606285°N,1.28295797667097°E 440 msnm |           |                     | Modifica les dades a Wikidata |
|        | Granja del Ribera              | Guardiola           | granja       |         | 41° 49′ 44″ N, 1° 13′ 28″ E / 41.8290215534669°N,1.22434716967241°E 497 msnm |           |                     | Modifica les dades a Wikidata |
|        | Granja del Vila                | Guardiola           | granja       |         | 41° 49′ 39″ N, 1° 13′ 10″ E / 41.8275954947337°N,1.2194976898475°E 514 msnm  |           |                     | Modifica les dades a Wikidata |

## masia
| imatge | Nom                  | Ubicat a            | instància de | Detalls       | coordenades                                                                  | Protecció | Commons (més fotos) | Dades a WD                    |
| ------ | -------------------- | ------------------- | ------------ | ------------- | ---------------------------------------------------------------------------- | --------- | ------------------- | ----------------------------- |
|        | Barquet              | Vilanova de l'Aguda | masia        |               | 41° 56′ 39″ N, 1° 17′ 41″ E / 41.94423°N,1.29474°E 528 msnm                  |           |                     | Modifica les dades a Wikidata |
|        | Botines              | Vilanova de l'Aguda | masia        |               | 41° 54′ 13″ N, 1° 15′ 29″ E / 41.9035345241104°N,1.25805339096706°E 449 msnm |           |                     | Modifica les dades a Wikidata |
|        | Cal Bosc             | Vilanova de l'Aguda | masia        |               | 41° 54′ 36″ N, 1° 14′ 35″ E / 41.9099154334897°N,1.24297727386613°E 413 msnm |           |                     | Modifica les dades a Wikidata |
|        | Cal Bric             | Vilanova de l'Aguda | masia        |               | 41° 53′ 26″ N, 1° 15′ 27″ E / 41.890533°N,1.257418°E 402 msnm                |           |                     | Modifica les dades a Wikidata |
|        | Cal Camarada         | Ribelles            | masia        |               | 41° 53′ 06″ N, 1° 16′ 15″ E / 41.8850950184436°N,1.27093238173662°E 404 msnm |           |                     | Modifica les dades a Wikidata |
|        | Cal Carló            | Ribelles            | masia        |               | 41° 52′ 53″ N, 1° 16′ 18″ E / 41.8813413041906°N,1.27166030266922°E 396 msnm |           |                     | Modifica les dades a Wikidata |
|        | Cal Caus             | l'Alzina            | masia        |               | 41° 51′ 54″ N, 1° 14′ 45″ E / 41.8651071317228°N,1.24581952398166°E 485 msnm |           |                     | Modifica les dades a Wikidata |
|        | Cal Jan              | Ribelles            | masia        |               | 41° 52′ 56″ N, 1° 16′ 21″ E / 41.8822810979418°N,1.27246655266982°E 416 msnm |           |                     | Modifica les dades a Wikidata |
|        | Cal Miqueló          | l'Alzina            | masia        |               | 41° 52′ 13″ N, 1° 14′ 35″ E / 41.8702436869704°N,1.24306428240571°E 467 msnm |           |                     | Modifica les dades a Wikidata |
|        | Cal Perot            | Ribelles            | masia        |               | 41° 52′ 54″ N, 1° 16′ 33″ E / 41.8817482527318°N,1.27596388893327°E 423 msnm |           |                     | Modifica les dades a Wikidata |
|        | Cal Planes           | Ribelles            | masia        |               | 41° 52′ 50″ N, 1° 16′ 26″ E / 41.8804459184976°N,1.27380551692352°E 402 msnm |           |                     | Modifica les dades a Wikidata |
|        | Cal Quel             | Ribelles            | masia        |               | 41° 53′ 06″ N, 1° 16′ 01″ E / 41.8850249798341°N,1.26688464916129°E 426 msnm |           |                     | Modifica les dades a Wikidata |
|        | Cal Roquers          | Vilanova de l'Aguda | masia        |               | 41° 54′ 37″ N, 1° 16′ 20″ E / 41.9102140887668°N,1.27214745472741°E 507 msnm |           |                     | Modifica les dades a Wikidata |
|        | Can Valls            | Vilanova de l'Aguda | masia        |               | 41° 54′ 43″ N, 1° 17′ 23″ E / 41.9119455819489°N,1.28974089890986°E 602 msnm |           |                     | Modifica les dades a Wikidata |
|        | Casa Nova de Porcell | Vilanova de l'Aguda | masia        |               | 41° 56′ 20″ N, 1° 17′ 04″ E / 41.938861°N,1.284471°E 494 msnm                |           |                     | Modifica les dades a Wikidata |
|        | Casa Paner           | Vilanova de l'Aguda | masia        | Estat: ruïnós | 41° 55′ 00″ N, 1° 15′ 31″ E / 41.9166377105053°N,1.25857727048545°E 426 msnm |           |                     | Modifica les dades a Wikidata |
|        | Casa de l'Abadia     | Vilanova de l'Aguda | masia        |               | 41° 56′ 14″ N, 1° 16′ 09″ E / 41.9371991622145°N,1.26929606280467°E 615 msnm |           |                     | Modifica les dades a Wikidata |
|        | Claver               | Vilanova de l'Aguda | masia        |               | 41° 54′ 37″ N, 1° 17′ 13″ E / 41.9102729486128°N,1.2868918291581°E 575 msnm  |           |                     | Modifica les dades a Wikidata |
|        | Falconera            | Ribelles            | masia        |               | 41° 53′ 44″ N, 1° 17′ 01″ E / 41.895501642333°N,1.2834906165183°E 543 msnm   |           |                     | Modifica les dades a Wikidata |
|        | Formiguera           | Vilanova de l'Aguda | masia        |               | 41° 56′ 48″ N, 1° 16′ 47″ E / 41.946780638468°N,1.279702530022°E 616 msnm    |           |                     | Modifica les dades a Wikidata |
|        | Garganter            | l'Alzina            | masia        |               | 41° 52′ 48″ N, 1° 14′ 21″ E / 41.879882°N,1.239201°E 440 msnm                |           |                     | Modifica les dades a Wikidata |
|        | Gatnau               | Vilanova de l'Aguda | masia        |               | 41° 55′ 55″ N, 1° 16′ 44″ E / 41.9319944217002°N,1.27894111046048°E 476 msnm |           |                     | Modifica les dades a Wikidata |
|        | Hostal de Ribelles   | Ribelles            | masia        |               | 41° 52′ 37″ N, 1° 16′ 55″ E / 41.8770279863303°N,1.2819114036666°E 432 msnm  |           |                     | Modifica les dades a Wikidata |
|        | Lo Porcell           | Vilanova de l'Aguda | masia        | Estat: ruïnós | 41° 56′ 28″ N, 1° 17′ 06″ E / 41.9411919854186°N,1.28509920353349°E 541 msnm |           |                     | Modifica les dades a Wikidata |
|        | Mas Barraca          | l'Alzina            | masia        |               | 41° 51′ 44″ N, 1° 14′ 20″ E / 41.8621834846081°N,1.2389838322626°E 552 msnm  |           |                     | Modifica les dades a Wikidata |
|        | Mas Colom            | l'Alzina            | masia        |               | 41° 51′ 42″ N, 1° 15′ 31″ E / 41.8615379686015°N,1.25866390962234°E 442 msnm |           |                     | Modifica les dades a Wikidata |
|        | Mas d'en Bosc        | Vilanova de l'Aguda | masia        |               | 41° 55′ 31″ N, 1° 16′ 56″ E / 41.9251967821169°N,1.28209063090078°E 486 msnm |           |                     | Modifica les dades a Wikidata |
|        | Masia Miravall       | Guardiola           | masia        |               | 41° 49′ 25″ N, 1° 13′ 16″ E / 41.823593°N,1.221145°E 532 msnm                |           |                     | Modifica les dades a Wikidata |
|        | Masucó               | Vilanova de l'Aguda | masia        |               | 41° 57′ 08″ N, 1° 16′ 46″ E / 41.952182194225°N,1.279557248677°E 646 msnm    |           |                     | Modifica les dades a Wikidata |
|        | Passeres             | l'Alzina            | masia        |               | 41° 52′ 36″ N, 1° 16′ 28″ E / 41.8766001598181°N,1.27440312469015°E 405 msnm |           |                     | Modifica les dades a Wikidata |
|        | Pujanxeric           | Vilanova de l'Aguda | masia        | Estat: ruïnós | 41° 56′ 06″ N, 1° 15′ 12″ E / 41.9349560309899°N,1.2532059152955°E 576 msnm  |           |                     | Modifica les dades a Wikidata |
|        | Rabé                 | Vilanova de l'Aguda | masia        | Estat: ruïnós | 41° 56′ 09″ N, 1° 16′ 59″ E / 41.9358663036573°N,1.28309488267393°E 480 msnm |           |                     | Modifica les dades a Wikidata |
|        | Sorribes             | Vilanova de l'Aguda | masia        |               | 41° 56′ 27″ N, 1° 17′ 44″ E / 41.940712655881°N,1.295547372953°E 520 msnm    |           |                     | Modifica les dades a Wikidata |
|        | Toralla              | Ribelles            | masia        |               | 41° 52′ 47″ N, 1° 16′ 07″ E / 41.8796372431901°N,1.26854875924346°E 388 msnm |           |                     | Modifica les dades a Wikidata |
|        | Torre de Ribelles    | Ribelles            | masia        |               | 41° 53′ 01″ N, 1° 15′ 29″ E / 41.8835760271784°N,1.258029318111°E 391 msnm   |           |                     | Modifica les dades a Wikidata |
|        | el Castell           | Vilanova de l'Aguda | masia        |               | 41° 54′ 38″ N, 1° 15′ 09″ E / 41.9105910015136°N,1.25242367806213°E 400 msnm |           |                     | Modifica les dades a Wikidata |
|        | els Plans            | Vilanova de l'Aguda | masia        |               | 41° 55′ 39″ N, 1° 17′ 05″ E / 41.927403°N,1.28476°E 491 msnm                 |           |                     | Modifica les dades a Wikidata |
|        | l'Ermengol           | Vilanova de l'Aguda | masia        |               | 41° 56′ 27″ N, 1° 17′ 58″ E / 41.940835°N,1.299506°E 523 msnm                |           |                     | Modifica les dades a Wikidata |
|        | la Bova              | Vilanova de l'Aguda | masia        |               | 41° 56′ 04″ N, 1° 17′ 11″ E / 41.9344098735872°N,1.28628207411015°E 479 msnm |           |                     | Modifica les dades a Wikidata |
|        | la Casilla           | Vilanova de l'Aguda | masia        |               | 41° 49′ 44″ N, 1° 14′ 01″ E / 41.828996972859°N,1.2334891960954°E            |           |                     | Modifica les dades a Wikidata |
|        | la Figuera           | Vilanova de l'Aguda | masia        | Estat: ruïnós | 41° 53′ 46″ N, 1° 16′ 12″ E / 41.8961315643551°N,1.26998369256464°E 580 msnm |           |                     | Modifica les dades a Wikidata |
|        | la Pera              | Vilanova de l'Aguda | masia        |               | 41° 55′ 39″ N, 1° 16′ 17″ E / 41.9274866217745°N,1.27144010848481°E 460 msnm |           |                     | Modifica les dades a Wikidata |
|        | la Salada            | Vilanova de l'Aguda | masia        |               | 41° 55′ 07″ N, 1° 17′ 05″ E / 41.91869°N,1.284828°E 582 msnm                 |           |                     | Modifica les dades a Wikidata |
|        | la Xurubina          | Vilanova de l'Aguda | masia        |               | 41° 55′ 55″ N, 1° 14′ 43″ E / 41.9319060697117°N,1.24514780597885°E 590 msnm |           |                     | Modifica les dades a Wikidata |
|        | les Omedes           | Vilanova de l'Aguda | masia        |               | 41° 55′ 22″ N, 1° 15′ 45″ E / 41.9228736134726°N,1.26237526497894°E 447 msnm |           |                     | Modifica les dades a Wikidata |

## muntanya
| imatge | Nom                     | Ubicat a                                  | instància de | Detalls | coordenades                                                       | Protecció | Commons (més fotos)     | Dades a WD                    |
| ------ | ----------------------- | ----------------------------------------- | ------------ | ------- | ----------------------------------------------------------------- | --------- | ----------------------- | ----------------------------- |
|        | Santes Creus de Bordell | Vilanova de l'Aguda Pinell de Solsonès    | muntanya     |         | 41° 56′ 58″ N, 1° 18′ 47″ E / 41.94958056°N,1.31302778°E 782 msnm |           | Santes Creus de Bordell | Modifica les dades a Wikidata |
|        | Serrat de Muntcanó      | Vilanova de l'Aguda                       | muntanya     |         | 41° 55′ 37″ N, 1° 15′ 04″ E / 41.927033°N,1.251013°E 585 msnm     |           |                         | Modifica les dades a Wikidata |
|        | Tossal Roig             | Torrefeta i Florejacs Vilanova de l'Aguda | muntanya     |         | 41° 48′ 42″ N, 1° 12′ 45″ E / 41.81168056°N,1.21238333°E 532 msnm |           |                         | Modifica les dades a Wikidata |
|        | Tossal de Claret        | Vilanova de l'Aguda                       | muntanya     |         | 41° 51′ 28″ N, 1° 14′ 05″ E / 41.8579°N,1.23472°E 458 msnm        |           |                         | Modifica les dades a Wikidata |
|        | Turó de Mirambell       | Sanaüja Vilanova de l'Aguda               | muntanya     |         | 41° 52′ 01″ N, 1° 16′ 25″ E / 41.86685417°N,1.273575°E 435 msnm   |           |                         | Modifica les dades a Wikidata |

## serra
| imatge | Nom                          | Ubicat a                                  | instància de | Detalls | coordenades                                                       | Protecció | Commons (més fotos)    | Dades a WD                    |
| ------ | ---------------------------- | ----------------------------------------- | ------------ | ------- | ----------------------------------------------------------------- | --------- | ---------------------- | ----------------------------- |
|        | Serra de Llorenç             | Vilanova de l'Aguda Torrefeta i Florejacs | serra        |         | 41° 49′ 01″ N, 1° 13′ 09″ E / 41.816881°N,1.219114°E 535 msnm     |           |                        | Modifica les dades a Wikidata |
|        | Serra del Bancal             | Pinell de Solsonès Vilanova de l'Aguda    | serra        |         | 41° 55′ 51″ N, 1° 18′ 17″ E / 41.93075278°N,1.30459722°E 671 msnm |           |                        | Modifica les dades a Wikidata |
|        | Serra del Pubill             | Bassella Vilanova de l'Aguda              | serra        |         | 41° 56′ 43″ N, 1° 15′ 52″ E / 41.945355°N,1.264573°E 690 msnm     |           |                        | Modifica les dades a Wikidata |
|        | Serrat Gros                  | Vilanova de l'Aguda                       | serra        |         | 41° 53′ 31″ N, 1° 14′ 30″ E / 41.89195556°N,1.24161944°E 442 msnm |           |                        | Modifica les dades a Wikidata |
|        | Serrat de Sant Miquel        | Vilanova de l'Aguda                       | serra        |         | 41° 56′ 19″ N, 1° 16′ 09″ E / 41.93852°N,1.269097°E 637 msnm      |           |                        | Modifica les dades a Wikidata |
|        | Serrat de Santes Creus       | Pinell de Solsonès Vilanova de l'Aguda    | serra        |         | 41° 56′ 33″ N, 1° 18′ 38″ E / 41.94253333°N,1.310525°E 781 msnm   |           | Serrat de Santes Creus | Modifica les dades a Wikidata |
|        | Serrat del Balaguer          | Vilanova de l'Aguda Sanaüja               | serra        |         | 41° 53′ 17″ N, 1° 17′ 16″ E / 41.8881°N,1.28775°E 543 msnm        |           |                        | Modifica les dades a Wikidata |
|        | Serrat del Tossal de la Mula | Pinell de Solsonès Vilanova de l'Aguda    | serra        |         | 41° 57′ 21″ N, 1° 18′ 10″ E / 41.9557°N,1.30282°E 771 msnm        |           |                        | Modifica les dades a Wikidata |

## Misc
| imatge | Nom                                            | Ubicat a                                             | instància de      | Detalls                                                             | coordenades                                                                              | Protecció                                            | Commons (més fotos)                            | Dades a WD                    |
| ------ | ---------------------------------------------- | ---------------------------------------------------- | ----------------- | ------------------------------------------------------------------- | ---------------------------------------------------------------------------------------- | ---------------------------------------------------- | ---------------------------------------------- | ----------------------------- |
|        | Carrer Major                                   | Vilanova de l'Aguda                                  | carrer            | Estil: arquitectura popular 15th century                            | 41° 54′ 40″ N, 1° 15′ 09″ E / 41.91102°N,1.25237°E 407 msnm                              | bé integrant del patrimoni cultural català           | Carrer del Germà Joaquim Donato                | Modifica les dades a Wikidata |
|        | Fita Alta                                      | Torrefeta i Florejacs Cabanabona Vilanova de l'Aguda | fita              |                                                                     | 41° 48′ 55″ N, 1° 12′ 09″ E / 41.8151825646645°N,1.20260137234376°E 504 msnm             |                                                      |                                                | Modifica les dades a Wikidata |
|        | Mausoleu dels Barons de Ribelles               | Ribelles                                             | mausoleu          | Estil: historicisme arquitectònic arquitectura popular 18th century | 41° 53′ 00″ N, 1° 16′ 43″ E / 41.883441°N,1.278645°E 540 msnm                            | bé integrant del patrimoni cultural català           | Mausoleu dels Barons de Ribelles               | Modifica les dades a Wikidata |
|        | Molí de Ribelles                               | Ribelles                                             | molí d'aigua      | Estil: arquitectura popular 18th century                            | 41° 52′ 59″ N, 1° 15′ 23″ E / 41.883158°N,1.256407°E ca:Dreta del riu Llobregós 375 msnm | bé integrant del patrimoni cultural català           | Molí de Ribelles                               | Modifica les dades a Wikidata |
|        | Pont de Ribelles                               | Vilanova de l'Aguda                                  | pont              | Estil: arquitectura popular 19th century Travessa: Llobregós        | 41° 52′ 51″ N, 1° 15′ 15″ E / 41.88076°N,1.25403°E 371 msnm                              | bé integrant del patrimoni cultural català           | Pont de Ribelles                               | Modifica les dades a Wikidata |
|        | Restes de fortificacions a Vilanova de l'Aguda | Vilanova de l'Aguda                                  | muralla urbana    |                                                                     | 41° 54′ 39″ N, 1° 15′ 09″ E / 41.910697°N,1.252396°E 399 msnm                            | bé d'interès cultural bé cultural d'interès nacional | Restes de fortificacions a Vilanova de l'Aguda | Modifica les dades a Wikidata |
|        | San Miguel                                     | Vilanova de l'Aguda                                  | vèrtex geodèsic   |                                                                     | 41° 53′ 01″ N, 1° 16′ 40″ E / 41.883552°N,1.277811°E 564.145 msnm                        |                                                      |                                                | Modifica les dades a Wikidata |
|        | casa consistorial de Vilanova de l'Aguda       | Vilanova de l'Aguda                                  | casa consistorial |                                                                     | 41° 54′ 38″ N, 1° 15′ 08″ E / 41.9104907°N,1.2523312°E                                   |                                                      |                                                | Modifica les dades a Wikidata |
|        | creu de Sant Magí de Guardiola                 | Vilanova de l'Aguda                                  | creu de terme     |                                                                     | 41° 49′ 38″ N, 1° 13′ 12″ E / 41.827226594530615°N,1.2199591761533062°E                  |                                                      | Creu de Sant Magí de Guardiola                 | Modifica les dades a Wikidata |